# بنی مستار
بنی مستار (به عربی: بنی مستار) یک شهرداری در الجزایر است که در استان تلمسان واقع شده‌است.